# Little Mangere Island
Little Mangere Island ist eine kleine Insel, die zu den Chatham-Inseln gehört, die sich insgesamt auf eine Seefläche von rund 7000 km² verteilen. Die Insel liegt rund 650 km südöstlich der Nordinsel Neuseelands und rund 860 km östlich von Christchurch entfernt. Die Insel ist unbewohnt. Politisch gehört sie zum Chatham Islands Territory, der kleinsten Verwaltungseinheit Neuseelands.
Die Insel hat eine Fläche von weniger als 15 Hektar. Die Insel ist vergleichsweise flach und ist von hohen, steilen Klippen umgeben. Der höchste Punkt ist 214 Meter. Die Insel ist im Privatbesitz und war ursprünglich das einzige verbleibende Refugium des Chatham-Schnäppers. 1972 fanden Wildhüter nur 18 Chatham-Schnäpper auf Little Mangere Island. 1976 lebten davon nur noch sieben Exemplare, 1980 starben weitere zwei Vögel und kein Paar hatte gebrütet. Unter den fünf überlebenden Vögeln befand sich nur noch ein fortpflanzungsfähiges Weibchen, das unter dem Namen „Old Blue“ bekannt wurde. Die verbleibenden Vögel wurden im Rahmen einer Rettungsaktion zu Beginn der 1980er Jahre von dem neuseeländischen Ornithologen Don Merton auf die Mangere Island und South East Island verbracht, wo es gelang, die Bestandszahlen wieder zu erhöhen.
Auf Little Mangere Island befindet sich die größte Kolonie des Dunklen Sturmtauchers in den Chatham-Inseln. Besiedelt wird sie außerdem unter anderem von der Langschnabelgerygone.

## Einzelbelege
1. ↑  Chatham Island fantail, Chatham Island tomtit and Chatham Island warbler recovery plan. (PDF) In: doc.govt.nz. Abgerufen am 1. Mai 2017.